# Tutte le volte che ho scritto ti amo
Tutte le volte che ho scritto ti amo (To All the Boys I've Loved Before) è un film del 2018 diretto da Susan Johnson.
È un film sentimentale per ragazzi statunitense basato sul romanzo omonimo del 2014 di Jenny Han, con protagonisti Lana Condor e Noah Centineo.
È stato distribuito da Netflix il 17 agosto 2018 in tutti i territori in cui il servizio on demand è disponibile.

## Trama
Lara Jean Covey, studentessa delle superiori, scrive delle lettere a dei ragazzi che le piacciono, per poi chiuderle in una scatola dentro il suo armadio. L’ultima lettera è destinata al suo amico d'infanzia Josh, che è fidanzato con sua sorella maggiore Margot. Quando quest’ultima parte per il college, rompe con Josh.
Una notte, Lara Jean si addormenta sul divano, permettendo alla sua sorellina minore Kitty di entrare nella sua stanza e di trovare le lettere. Il lunedì successivo, a scuola, una sua vecchia cotta, Peter le rivela di aver ricevuto la sua lettera, facendola svenire. Dopo essersi ripresa, vede Josh avvicinarsi con una lettera e in un momento di panico, bacia Peter prima di scappare.
Lara Jean incontra in seguito un altro destinatario di una lettera, Lucas, che scopre essere gay rendendosi conto che tutte le lettere sono state spedite. Spiega poi a Peter di  star solo facendo credere a Josh di aver perso interesse per lui. Peter sorprendentemente non la critica per questo ma anzi le propone di fingersi fidanzati per ingelosire sia Josh che Gen, la sua ragazza ed ex migliore amica di Lara Jean. La ragazza accetta e i due trascorrono i mesi successivi facendo credere amici e famiglie alla menzogna.
Tuttavia, quando Peter scopre che Gen è realmente gelosa, si trova in conflitto con i suoi veri sentimenti. Nel frattempo, Lara Jean comincia ad essere gelosa dei due. Durante una gita scolastica sulla neve, i due si baciano da soli in una vasca idromassaggio. Dopo la fine del viaggio, Gen si confronta con Lara Jean, rivelandole che Peter ha passato la notte nella sua stanza dopo averla baciata e derisa e mostrandole come prova un elastico di Lara Jean che Peter le aveva lasciato prendere. Furiosa, Lara Jean rompe con Peter e si precipita a casa, dove scopre che Margot è tornata dal college. Peter poi giunge a casa sua, sperando di spiegarle che non è successo niente tra lui e Gen, ma arriva anche Josh. Margot sente tutto, ed è visibilmente sorpresa  quando apprende dei vecchi sentimenti di Lara Jean verso Josh. Le cose peggiorano quando Lara Jean scopre che un video di lei e Peter nella vasca idromassaggio è diventato virale su Instagram.
Lara Jean chiarisce con Margot e le chiede aiuto; contemporaneamente  Kitty le rivela di essere stata lei a mandare le lettere. Quando Lara Jean si arrabbia, Margot la calma chiedendole perché le lettere abbiano anche un indirizzo. Lara Jean si rende conto che avrebbe voluto mandarle ma aveva troppa paura di farlo. Margot inoltre riesce a contattare Instagram per far scomparire il video dal social media.
Dopo le vacanze natalizie, Lara Jean viene derisa a causa del video ma Peter cerca di difenderla. Lara Jean parla con Gen del video, che le rivela di aver provato a sabotare la loro relazione dato che si sentiva tradita sin da quando Lara Jean baciò Peter al tempo della scuola media durante un gioco, nonostante sapesse già dei suoi sentimenti verso di lui. Dopo aver parlato con suo padre e rivalutato le relazioni della sua vita, Lara Jean ha una conversazione con Josh, che accetta di esserle nuovamente amico. Con l’appoggio di Kitty, va a trovare Peter, e lui le dichiara i suoi veri sentimenti. I due si scambiano un bacio prima di andarsene insieme.

### Personaggi
- Lana Condor interpreta Lara Jean Song Covey, protagonista del film.
  - Isabelle Beech interpreta Lara Jean da giovane.
- Noah Centineo nei panni di Peter Kavinsky, principale interesse amoroso di Lara Jean.
  - Hunter Dillon interpreta Peter da giovane.
- Israel Broussard interpreta Josh Sanderson, ex fidanzato di Margot e migliore amico di Lara Jean.
  - Christian Michael Cooper interpreta Josh da giovane.
- Janel Parrish interpreta Margot Song Covey, la sorella più grande di Lara Jean ed ex fidanzata di Josh.
- Anna Cathcart interpreta Katherine "Kitty" Song Covey, la sorella più piccola di Lara Jean.
- John Corbett interpreta Dr. Dan Covey, il padre vedovo di Lara Jean.
- Madeleine Arthur interpreta Christine "Chris", migliore amica di Lara Jean e cugina di Genevieve.
- Trezzo Mahoro interpreta Lucas James, vecchia fiamma di Lara Jean ai tempi delle medie che diventa amico della ragazza. Durante il corso del film si scoprira che, in realtà, è gay.
- King Bach interpreta Greg Rivera, uno dei migliori amici di Peter.
- Emilija Baranac interpreta Genevieve "Gen", ex ragazza di Peter ed ex migliore amica, ai tempi delle scuole medie, di Lara Jean.
  - Rhys Fleming interpreta Genevieve da giovane.
- Kelcey Mawema interpreta Emily Nussbaum.
- Joey Pacheco interpreta Owen Kavinsky, il fratello più piccolo di Peter. Ha la stessa età di Kitty.
- Jordan Burtchett interpreta John Ambrose McClaren, vecchia fiamma di Lara Jean.
  - Pavel Piddocke interpreta John da giovane.
- Edward Kewin interpreta Kenny, vecchia fiamma di Lara Jean durante la sua estate in campeggio.

## Produzione

### Sviluppo
Nel giugno 2014, il romanzo di Jenny Han, il romanzo per adulti più venduto ai giovani del New York Times, è stato scelto da Will Smith e dalla società di produzione di James Lassiter Overbrook Entertainment .  A quel tempo, la scrittrice Annie Neal era stata ingaggiata per adattare il libro allo schermo. A inizio luglio 2017 è stato annunciato che Lana Condor era stata scelta per interpretare il ruolo principale di Lara Jean Song Covey. È stato anche riferito che John Corbett, Janel Parrish, Anna Cathcart, Noah Centineo, Israel Broussard e Andrew Bachelor si erano uniti al cast.
Questo è il primo film pubblicato da AwesomenessTV dopo l'acquisizione da parte di Viacom.

### Riprese
Le riprese sono iniziate a Vancouver, nella British Columbia e nelle aree circostanti il 5 luglio 2017. Parti del film sono state girate a Portland, Oregon, che è anche l'ambientazione del film, mentre il libro è ambientato in Virginia. Le scene della scuola di Lara Jean sono state girate alla Point Gray Secondary School di Vancouver. Le riprese si sono concluse il 4 agosto 2017.

## Distribuzione
Nel marzo 2018, Netflix ha acquisito i diritti di distribuzione del film, il quale è stato rilasciato dalla piattaforma il 17 agosto 2018.

## Accoglienza
Sul sito di aggregazione di recensioni Rotten Tomatoes, il film ha un punteggio di approvazione del 96% basato su 52 recensioni, con un punteggio medio di 7,4 / 10. Il consenso critico del sito web recita: " Per tutti i ragazzi che ho amato prima di giocare con le regole teen-com, ma i personaggi relazionati e un cast assolutamente affascinante compensano la mancanza di sorprese".  Su Metacritic, il film ha un punteggio medio ponderato di 64 su 100, basato su recensioni di 12 critici, che indicano "recensioni generalmente favorevoli".
Il film è stato criticato sui social media a causa del casting di attori maschili bianchi nei ruoli di quattro dei cinque interessi amorosi di Lara Jean. Parlando con IndieWire, l'autrice Jenny Han ha dichiarato: "Capisco la frustrazione e condivido la frustrazione di voler vedere più uomini asiatici-americani nei media". Han ha aggiunto, "Per tutti i ragazzi che ho amato prima, tutto quello che posso dire è che questa è la storia che ho scritto."
Una scena del film mostrava Kitty offrire a Peter una bottiglia di Yakult, portando a un picco di vendite per la bevanda in alcune parti del mondo.

## Riconoscimenti
- MTV Movie & TV Awards 2019
  - Candidatura miglior film
  - Miglior bacio
  - Miglior performance rivelazione a Noah Centineo
- Teen Choice Awards 2019
  - Candidatura miglior film drammatico
  - Candidatura miglior attore in un film drammatico a Noah Centineo
  - Candidatura miglior attrice in un film drammatico a Lana Condor
  - Candidatura miglior coppia a Noah Centineo e Lana Condor
- Nickelodeon Kids' Choice Award 2019
  - Candidatura film preferito
  - Miglior attore cinematografico preferito per Noah Centineo

## Sequel
Nell'agosto 2018, Jenny Han, autrice del romanzo di origine, ha parlato di un sequel del film, che adatterebbe il libro scritto di Han, intitolato P. S. Ti amo ancora (To All the Boys: P.S. I Still Love You).
Nel novembre 2018, è stato riferito che Netflix e Paramount's Awesomeness Films erano in discussione per produrre un sequel del film, e Netflix ha annunciato lo sviluppo di un sequel, con la Condor e Centineo, nel dicembre 2018.
Le riprese del sequel sono iniziate a marzo 2019. Tutto il cast del film precedente è stato confermato, con il nuovo arrivato Jordan Fisher ad interpretare l'altro interesse amoroso di Lara Jean, John Ambrose McClaren. Il 15 agosto 2019 è stata annunciata la data di uscita del sequel, il 12 febbraio 2020, e anche l'uscita di un terzo film.